# Езекіл Банзузі
Езекіл Банзузі (нід. Ezechiel Banzuzi; нар. 16 лютого 2005, Звейндрехт) — нідерландський футболіст, півзахисник німецького клубу «РБ Лейпциг».

## Клубна кар'єра

### НАК (Бреда)
Виступав за молодіжну команду ВВГЗ, а 2016 року приєднався до академії НАК (Бреда). 26 жовтня 2021 року дебютував в основному складі НАК в матчі Кубка Нідерландів проти «ВВВ-Венло», вийшовши на заміну Пйотру Кастенсу. 30 жовтня в поєдинку проти «ТОП Осс» дебютував у Еерстедивізі. 16 лютого 2022 року підписав з клубом свій перший професіональний контракт. 14 травня 2022 року в матчі плей-оф підвищення Ередивізі проти клубу «АДО Ден Гаг» забив свій перший гол у професіональній кар'єрі.

### «Ауд-Геверле Левен»
20 червня 2023 року перейшов у бельгійський клуб «Ауд-Геверле Левен», підписавши трирічний контракт. 29 липня 2023 року дебютував за нову команду в матчі бельгійської Про-ліги против «Шарлеруа», вийшовши в стартовому складі. 7 жовтня 2023 року в поєдинку Про-ліги проти клубу «Серкль» (Брюгге) забив свій перший гол за «Левен».

### «РБ Лейпциг»
9 квітня 2025 року німецький «РБ Лейпциг» оголосив про підписання контракту з Банзузі до 30 червня 2030 року. Езекіл приєднається до клубу влітку 2025 року за трансферну суму близько 16 мільйонів євро. 16 серпня дебютував за нову команду в матчі Кубка Німеччини проти «Зандгаузена», вийшовши на заміну Ксав'є Шлагеру. У цій ж грі забив свій перший гол за клуб.

## Кар'єра в збірній
Народився у Нідерландах та має конголезьке походження. Виступав за збірні Нідерландів до 17, до 18 і до 19 років. У серпні 2024 року отримав виклик в збірну Нідерландів до 21 року, за яку дебютував 10 жовтня в товариському матчі проти збірної Мексики.
В травні 2025 року потрапив в заявку збірної до 21 року на молодіжний чемпіонат Європи в Словаччині. На турнірі на поле не виходив, а його команда дійшла до півфіналу, де поступилась англійцям.

## Статистика виступів
Станом на 16 серпня 2025
| Клуб              | Сезон             | Чемпіонат         | Чемпіонат | Чемпіонат | Кубок | Кубок | Єврокубки | Єврокубки | Інші  | Інші | Всього | Всього |
| Клуб              | Сезон             | Дивізіон          | Матчі     | Голи      | Матчі | Голи  | Матчі     | Голи      | Матчі | Голи | Матчі  | Голи   |
| ----------------- | ----------------- | ----------------- | --------- | --------- | ----- | ----- | --------- | --------- | ----- | ---- | ------ | ------ |
| НАК (Бреда)       | 2021–22           | Еерстедивізі      | 20        | 0         | 2     | 0     | —         | —         | 2     | 1    | 24     | 1      |
| НАК (Бреда)       | 2022–23           | Еерстедивізі      | 31        | 5         | 0     | 0     | —         | —         | 4     | 1    | 28     | 2      |
| НАК (Бреда)       | Всього            | Всього            | 51        | 5         | 2     | 0     | 0         | 0         | 6     | 2    | 59     | 7      |
| Левен             | 2023–24           | Про-ліга          | 37        | 2         | 3     | 1     | —         | —         | —     | —    | 40     | 3      |
| Левен             | 2024–25           | Про-ліга          | 34        | 2         | 2     | 1     | —         | —         | —     | —    | 36     | 3      |
| Левен             | Всього            | Всього            | 71        | 4         | 5     | 2     | 0         | 0         | 0     | 0    | 76     | 6      |
| РБ Лейпциг        | 2025–26           | Бундесліга        | 0         | 0         | 1     | 1     | 0         | 0         | 0     | 0    | 1      | 1      |
| Всього за кар'єру | Всього за кар'єру | Всього за кар'єру | 122       | 9         | 8     | 3     | 0         | 0         | 6     | 2    | 135    | 14     |

1. 1 2  Матчі в плей-оф Ередивізі за підвищення/вибуття